# Finnisering van Helsinki
De finnisering van Helsinki is de transformatie van Helsinki in Finland, van een Zweedssprekende stad naar een tweetalige of meertalige stad, met Fins als zowel de meerderheidstaal als lingua franca. Helsinki is een tweetalige gemeente met Fins als meerderheidstaal (± 86%) en Zweeds als minderheidstaal (± 6%).

## Achtergrond
Helsinki werd in 1550 gesticht door de Zweedse koning Gustaaf. De stad kreeg destijds de Zweedse naam Helsingfors. Immers, in die tijd was Finland een integraal onderdeel van Zweden en daarbij was de regio overwegend Zweedstalig. Zweeds was de administratieve taal van het koninkrijk. Hoewel het Fins in de eeuwen erna vooral de taal van de boeren was geworden, werd deze door de meerderheid gebruikt. Van Zweedstalige ambtenaren werd formeel verwacht dat ze de Finse taal kenden, maar dit was in de praktijk niet altijd het geval.
De Grote Noordse Oorlog in het begin van de 18e eeuw ging gepaard met een volksverhuizing. Dit versterkte de positie van de Zweedse taal. Al gauw spraken evenveel mensen het Fins als het Zweeds.

### Vanaf de 19e eeuw
In 1812, tijdens de Russische periode, werd Helsinki de nieuwe hoofdstad van Finland. Dit was het begin van de economische en culturele ontwikkeling van de stad. De middenklasse sprak voornamelijk Zweeds terwijl Fins alleen werd gesproken door de laagste klassen van de samenleving. De Finnen die naar de stad verhuisden, leerden niet alleen de dominante taal maar namen vaak ook Zweedse namen aan. Kinderen geboren uit gemengde huwelijken werden meestal ingeschreven bij Zweedstalige parochies en scholen. Bronnen uit die periode vermelden dat veel stedelingen zich schaamden om Fins te spreken en dat Zweeds een hoog aanzien had. Het gebruik van de laatstgenoemde taal werd dan ook beschouwd als een teken van sociale ontwikkeling.
Echter, er ontstond in de tweede helft van de 19e eeuw een gevoel van nationalisme onder de Finnen. Het zou een keerpunt zijn waardoor de positie van het Fins veranderde. Vanaf het einde van de eeuw werd de taal steeds dominanter in de stad, mede doordat de mensen die naar de stad verhuisden voornamelijk Fins spraken.
Aan het begin van de 20e eeuw was de stad al overwegend Finstalig, zij het met een grote Zweedssprekende minderheid. In de 21e eeuw vormen de moedertaalsprekers van het Zweeds een minderheid van nog maar 5,9%.

## Termen
Finnisering wordt soms ook gespeld als 'finnicisering' en 'fennicisering'. Finlandisering is overigens geen synoniem maar een ander soort verschijnsel. De wetenschap die zich bezighoudt met de Finse taal wordt Fennistiek genoemd.